# 2600 Lumme
A 2600 Lumme (ideiglenes jelöléssel 1980 VP) a Naprendszer kisbolygóövében található aszteroida. Edward L. G. Bowell fedezte fel 1980. november 9-én.